# Pyrausta rhealis
Pyrausta rhealis là một loài bướm đêm trong họ Crambidae.